# △□○コビッチ
「△□○コビッチ」（さんかくしかくまるコビッチ）は、日本の歌。作詞:平野肇、作曲:前田保。2008年の2月から3月まで、NHKの音楽番組『みんなのうた』で放送。

## 概要
歌詞は、独特な世界観と言葉遊びの楽しさを表現したもの。歌詞中には、おもちゃ屋さんのアマガエル「マルコビッチ」、お菓子屋さんのギンギツネ「サンカクーニャ」、本屋さんのカバ「シカクイノフ」が登場する。映像は、ストップモーション・アニメーション（クレイアニメーション）。V.T.R.が制作担当、また、『みんなのうた』ではアスペクト比が標準サイズ(4:3)での最後の放送作品となった。2008年3月には、ポニーキャニオンからCDが発売された。CDには歌い手のパックンマックンオリジナルの英語バージョンの歌詞のものも収録されている。